# Simon le sorcier 4 : En proie au chaos
Simon le sorcier 4 : En proie au chaos (Simon the Sorcerer: Chaos ist das halbe Leben) est un jeu vidéo d'aventure en pointer-et-cliquer développé par Silver Style Entertainment et édité par RTL Enterprises, sorti en 2007 sur Windows.

## Accueil
- Adventure Gamers : 2,5/5[1]
- Jeuxvideo.com : 14/20[2]